# Batman se vrací
Batman se vrací (v anglickém originále Batman Returns) je americký kriminální thriller z roku 1992, který natočil Tim Burton podle komiksových příběhů o Batmanovi. Jedná se o sequel k eponymnímu filmu z roku 1989, jenž také režíroval Burton. V obou snímcích titulní postavu ztvárnil Michael Keaton. Do amerických kin byl film, jehož rozpočet činil 80 milionů dolarů, uveden 19. června 1992, přičemž celosvětově utržil 266 822 354 dolarů. Díky úspěchu snímku byl v roce 1995 natočen navazující film Batman navždy, ve kterém byl režisérský post po Burtonových neshodách s produkcí obsazen Joelem Schumacherem.

## Příběh
Malý chlapec byl kvůli svému vrozenému znetvoření vhozen svými rodiči do gothamské řeky. Vychovají jej tučňáci a o 33 let později se tento tvor, rodným jménem Oswald Cobblepot, stane záhadným Tučňákem, jenž přijde za gothamským miliardářem Maxem Shreckem a zeptá se ho na pravou identitu svých rodičů. Tučňák následně zachrání syna starosty a stane se z něj vážená osobnost. Mocný Shreck využije situace, nechá odvolat starostu a na jeho místo dosadí Tučňáka. Selina Kyleová, Shreckova asistentka, se mezitím dozví o plánu Shrecka a Tučňáka, kteří chtějí v Gothamu vybudovat obří elektrárnu. Shreck se jí ale zbaví tím, že ji vyhodí z okna několik desítek pater nad zemí. Selina je po dopadu vzkříšena několika místními kočkami a stane se z ní Kočičí žena. Situace se zkomplikuje, když se spojí s Tučňákem proti Batmanovi. Ten se dozví o Tučňákově plánu a tyto informace zveřejní. Tučňák se schová do své jeskyně a s pomocí armády skutečných tučňáků zajme Shrecka. Batman mu ale pomůže a Shreck začne bojovat s Kočičí ženou, která ho zabije. Batman pronásleduje Tučňáka, jenž po boji následně zemře na následky svých zranění.

## Obsazení
- Michael Keaton jako Bruce Wayne / Batman
- Danny DeVito jako Oswald Cobblepot / Tučňák (v originále Penguin)
- Michelle Pfeiffer jako Selina Kyleová / Kočičí žena (v originále Catwoman)
- Christopher Walken jako Max Shreck
- Michael Gough jako Alfred Pennyworth
- Pat Hingle jako komisař Gordon
- Michael Murphy jako starosta Gotham City
- Vincent Schiavelli jako Drtič orgánů (v originále The Organ Grinder)
- Andrew Bryniarski jako Chip Shreck
- Cristi Conaway jako Ledová princezna (v originále The Ice Princess)

## Ocenění
| Cena                        | Kategorie                       | Nominovaný                                               | Výsledek |
| --------------------------- | ------------------------------- | -------------------------------------------------------- | -------- |
| Academy Awards              | Nejlepší vizuální efekty        | Michael L. Fink, Craig Barron, John Bruno, Dennis Skotak | nominace |
| Academy Awards              | Nejlepší masky                  | Ve Neill, Ronnie Specter, Stan Winston                   | nominace |
| British Academy Film Awards | Nejlepší masky a účesy          | Ve Neill, Stan Winston                                   | nominace |
| British Academy Film Awards | Nejlepší speciální efekty       | Michael L. Fink, Craig Barron, John Bruno, Dennis Skotak | nominace |
| BMI Film & TV Awards        | Cena pro filmovou hudbu         | Danny Elfman                                             | vítěz    |
| Golden Raspberry Awards     | Nejhorší herec ve vedlejší roli | Danny DeVito                                             | nominace |
| Hugo Awards                 | Nejlepší dramatická prezentace  |                                                          | nominace |
| MTV Movie Awards            | Nejlepší polibek                | Michael Keaton, Michelle Pfeiffer                        | nominace |
| MTV Movie Awards            | Nejlepší padouch                | Danny DeVito                                             | nominace |
| MTV Movie Awards            | Nejvíce sexy žena               | Michelle Pfeiffer                                        | nominace |
| Saturn Awards               | Nejlepší fantasy film           |                                                          | nominace |
| Saturn Awards               | Nejlepší režisér                | Tim Burton                                               | nominace |
| Saturn Awards               | Nejlepší herec ve vedlejší roli | Danny DeVito                                             | nominace |
| Saturn Awards               | Nejlepší masky                  | Stan Winston, Ve Neill                                   | vítěz    |
| Saturn Awards               | Nejlepší kostýmy                | Bob Ringwood, Mary E. Vogt, Vin Burnham                  | nominace |